# San Teodoro (Sardegna)
San Teodoro (Santu Diadòru di Oviddé in gallurese, Santu Tiadòru de Uviddé in sardo) è un comune italiano sparso di 5 183 abitanti della provincia della Gallura Nord-Est Sardegna, tra la regione storica della Gallura e quella della Baronia, che sorge nell'immediato entroterra alle pendici orientali del massiccio di monte Nieddu nel territorio detto Piana de Oviddè e anche Gallura di Oviddè.

## Storia

### Preistoria e storia antica
Nel territorio teodorino sono state trovate tracce e reperti di frequentazioni preistoriche, sia di età prenuragica che nuragica. Il caso più rilevante è quello del nuraghe (in gallurese naracu) monotorre della borgata Naracheddu/Nuragheddu, di cui attualmente restano solo alcuni filari di pietre, ma che fino agli anni '40 del XX secolo, secondo i censimenti archeologici, risultava in ottime condizioni e raggiungeva l'altezza di sette metri. Si segnala anche il piccolo nuraghe in tanca Lu Naracu, detto Nuraghe Su Entosu, al confine tra Budoni e San Teodoro, disposto in posizione elevata lungo la costa, con possibile funzione di controllo della fascia costiera. Esso rappresenta il territorio più a meridione della Gallura, essendo il punto di degrado verso il mare della larga catena di Monte Nieddu, limite meridionale della regione storica gallurese. Altre strutture murarie risalenti presumibilmente alla preistoria sono state rinvenute nel territorio teodorino, ma il lavoro di valorizzazione del patrimonio archeologico locale è fermo alla fase di ricerca e prima divulgazione delle scoperte.
L'Itinerarium Antoninianum, documento del III secolo d.C., attesta l'esistenza di un centro abitato all'epoca della dominazione romana. La località, denominata Coclearia, nome di cui non resta nessuna testimonianza scritta fuori dall'Itinerarium, potrebbe con buona probabilità essere localizzata nelle vicinanze dell'attuale centro abitato principale di San Teodoro. Ipotesi rafforzata dalla presenza nel territorio, nelle borgate di L'Alzoni/Alzone e di Budditogliu/Boddidolzu, di due pietre miliari romane, purtroppo anepigrafi (senza scritta). La presenza romana è, poi, confermata da numerosi ritrovamenti archeologici, esposti presso il museo locale (il "Museo del Mare").

### Storia medievale
Dalla fine dell'età classica e per l'intero periodo alto-medievale, le vicende del territorio teodorino risultano quasi totalmente avvolte nell'oscurità.
Il nome della parrocchiale potrebbe incoraggiare l'ipotesi della presenza sul posto di strutture di culto cristiano all'epoca del dominio bizantino in Sardegna. La chiesa è infatti dedicata a San Teodoro di Amasea, soldato romano d'oriente, martire del IV secolo d.C., venerato nella chiesa cristiana d'oriente. La presenza bizantina è confermata da alcuni ritrovamenti funerari, attualmente conservati presso il museo locale. Di fatto, però, per la chiesa di San Teodoro non sono state trovate tracce documentarie precedenti la metà del XVII secolo. L'edificio antico, il cui studio, forse, avrebbe potuto dare maggiori indizi sulla storia passata di San Teodoro, è stato integralmente distrutto negli anni '50, per essere sostituito dalla struttura attuale, che risale ai primi anni '60 del XX secolo.
Le prime documentazioni scritte finora rintracciate sul territorio risalgono al tardo periodo giudicale, a partire dai primi anni del XIV secolo. Il territorio faceva parte della curatoria di Posada del Giudicato di Gallura, che nella fase finale della sua storia passò in possesso del comune di Pisa. Nello specifico, il territorio ora suddiviso tra i comuni di San Teodoro e Budoni, era disseminato di numerosi piccoli centri abitati, detti "ville", in buona parte scomparse nei secoli successivi, di cui al giorno d'oggi non si è ricostruita con certezza la localizzazione. Tra i toponimi documentati in quegli anni colpisce quello di Offolle, che con tutta probabilità è la prima attestazione scritta del toponimo, evolutosi fino ai giorni nostri in Oviddè.

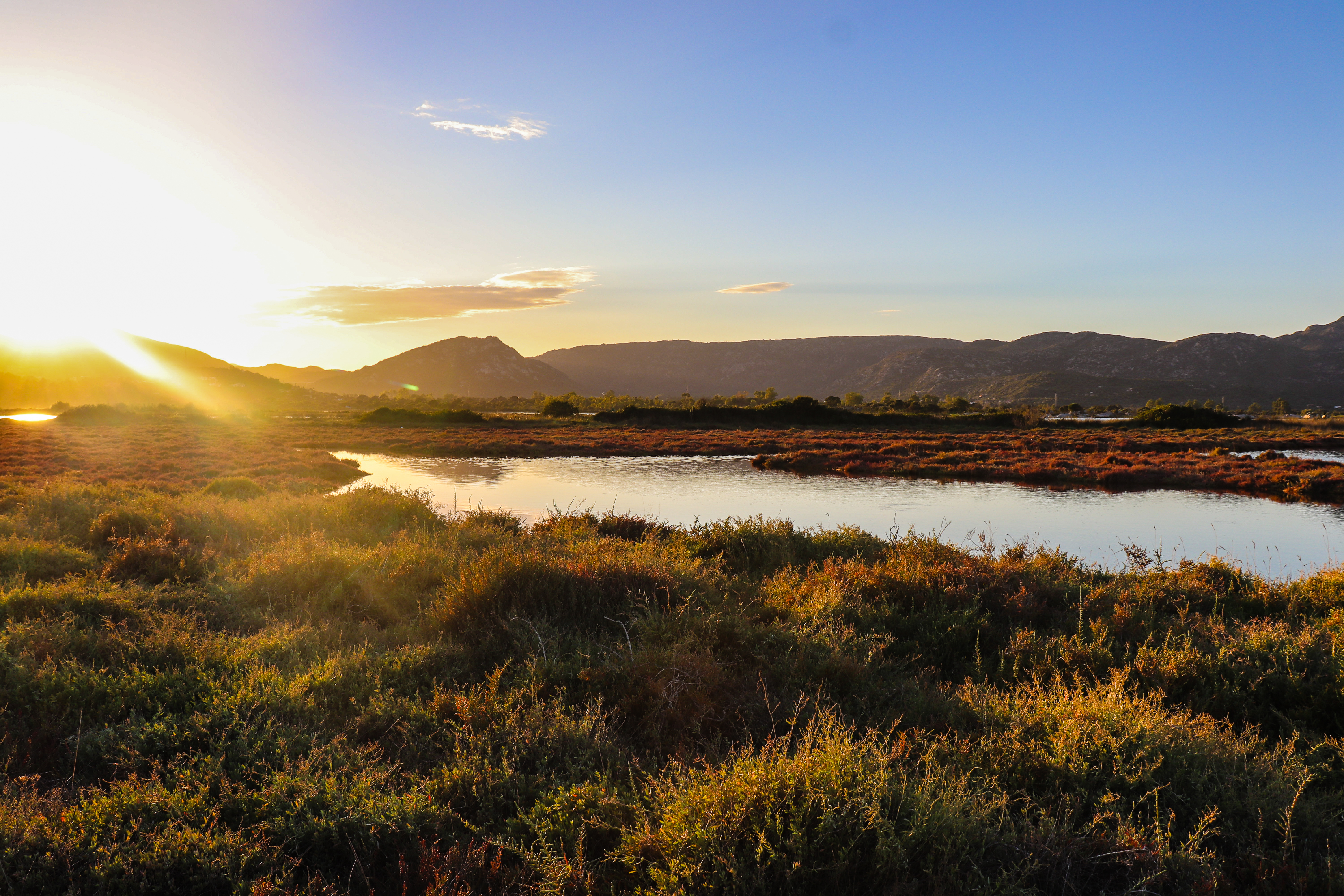
Stagno di San Teodoro

Questo territorio era collegato con il principale centro urbano gallurese, Civita (in epoca pisana ribattezzata come Terranova, l'attuale Olbia), attraverso una strada, che dai pressi del castello di Pedres scendeva verso sud passando attraverso una località il cui nome, "Utturu Pisanu" (viottolo pisano, tradotto dal sardo) potrebbe risalire all'epoca della dominazione pisana. Il colle a fianco è il punto di confine naturale tra la Baronia di Silvas de giosso (Monte de Litu, Su canale de Azzanì), parte orientale della regione storica del Monteacuto, e la Gallura. La strada in questione, giunta alle falde di monte Almuttu, portava poi all'agro nelle vicinanze dello stagno, per dirigersi verso gli altri centri costieri a sud dell'attuale San Teodoro. Presumibilmente tale strada ricalcava il percorso della viabilità di epoca romana.
Le ultime notizie sulle ville della zona risalgono alla metà del XIV secolo. In seguito, forse a causa delle gravissime pestilenze che colpirono l'Europa, di buona parte di tali comunità si perde ogni traccia.

### Storia moderna
Storici e geografi del XVI secolo, tra cui Giovanni Francesco Fara, descrivono il territorio teodorino e le zone costiere della Gallura come lande boscose e semi-spopolate frequentate da pastori transumanti. Varie cale e calette della zona erano frequentate da navi barbaresche, situazione quest'ultima che si sarebbe protratta fino ai primi del XIX secolo.
Tracce di un ritorno alla vita si avranno solo alla fine del Seicento, come risulta da alcune carte conservate all'archivio della Diocesi di Tempio-Ampurias e dai documenti degli Archivi di Stato della Sardegna e particolarmente di Sassari, in cui si testimonia l'esistenza all'epoca di insediamenti di coloni tempiesi nell'area allora nota sotto i nomi di Offude/Ovodde/Ovoddè/Oviddè, probabili derivazioni del medievale Offolle.

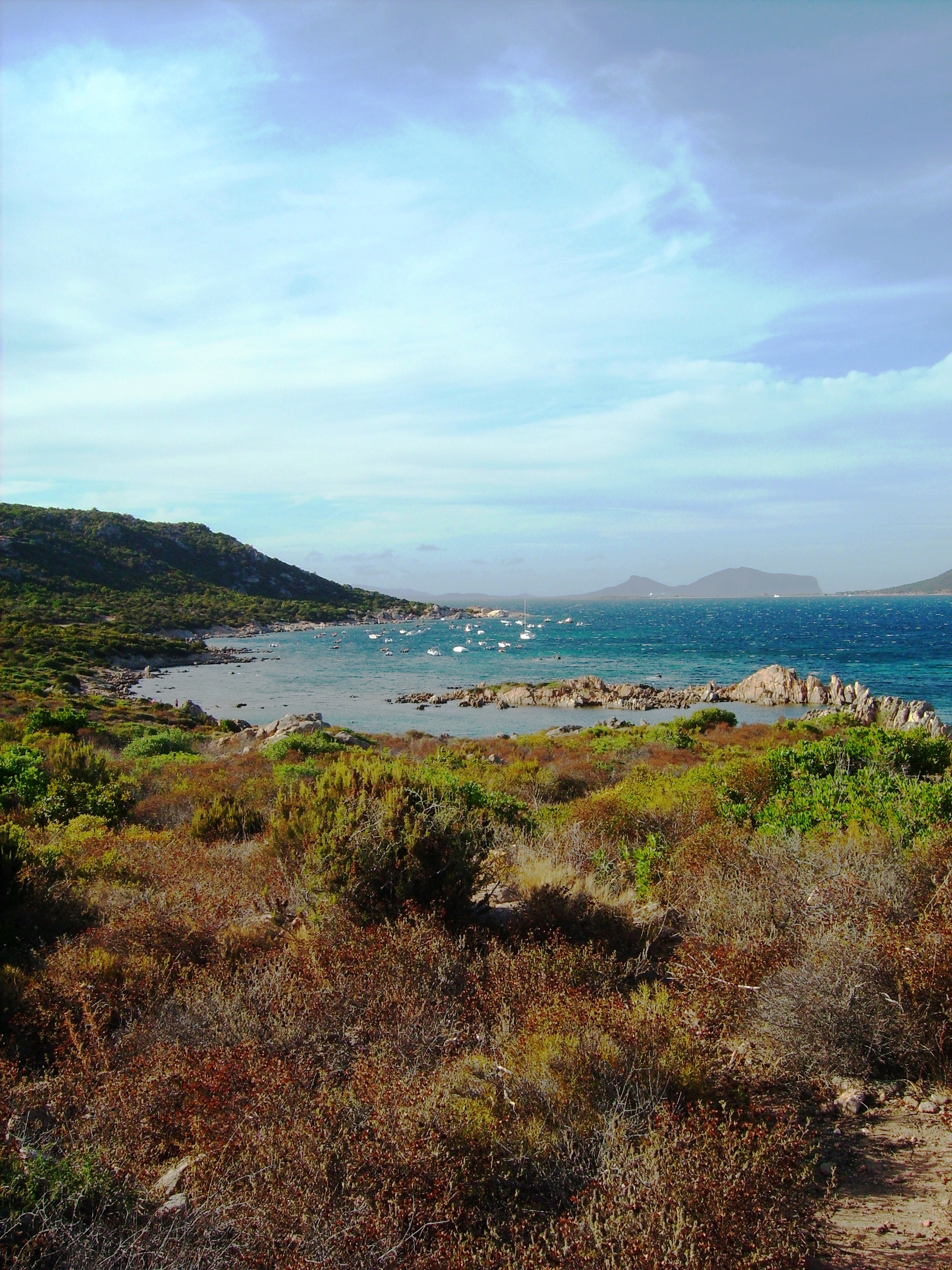
Cala Ginepro - sullo sfondo Capo Figari

Il territorio fece parte, fin dall'introduzione del feudalesimo in Sardegna, effettuata in seguito alla conquista aragonese dell'isola nel XIV secolo, di un feudo che comprendeva grosso modo gli attuali comuni di Posada, Siniscola, Torpè, Lodè, Budoni e San Teodoro. Tale feudo fu noto nel corso dei secoli con vari nomi, tra cui quello di Contea di Montalbo, o Baronia di Posada. il suo centro amministrativo principale era inizialmente Posada.

### Storia contemporanea
Con il riscatto e la successiva eliminazione dei feudi sardi attuati dalla Casa Savoia nella prima metà dell'Ottocento, cui fece seguito la formazione dei moderni comuni, il territorio di San Teodoro d'Oviddè continuò a rimanere accorpato al comune di Posada, che mantenne per lungo tempo svariati territori dell'ex feudo. Già in quegli anni, però, la zona di San Teodoro, così come parte dell'attuale Budoni, era, come su accennato, popolata da coloni di origine tempiese. Questi, avvertendo la necessità di una maggiore autonomia, nonché consapevoli di una serie di differenze culturali (per esempio, linguistiche) che li distinguevano dalla popolazione delle Baronie, richiedevano in modo sempre più deciso il distacco dal comune di Posada. I legami tra la Gallura e la vicina Corsica, caratterizzati, per esempio, da una grande somiglianza di linguaggio, erano avvertiti anche dagli abitanti della vicina Baronia, che fino a pochi decenni fa chiamavano i teodorini e i budonesi di cultura gallurese con il termine sos corsesos (i corsi).
Nel 1927, in epoca fascista, il comune di Posada e con esso San Teodoro, venivano inclusi nell'ambito della nuova provincia di Nuoro, rendendo così ancora più forte il distacco amministrativo di San Teodoro dal resto della Gallura, che invece faceva parte della provincia di Sassari.
Indicativa della diversità culturale che separava Posada e i limitrofi centri delle Baronie dai territori settentrionali del feudo (comprendenti, come già detto, gli attuali comuni di San Teodoro e parte del territorio di Budoni) e, in seguito, del comune, è, tra l'altro, l'appartenenza di tali territori alla diocesi attualmente nota come Tempio-Ampurias, che comprende i territori storici dell'Anglona e della Gallura. Tale appartenenza è comprovata perlomeno dal XVII secolo, ed è prova certa dei legami culturali della comunità teodorina con la realtà gallurese.
La discrepanza, durata a lungo, tra confini amministrativi e domini linguistico-culturali, ha contribuito a far sì che ancora adesso il comune di San Teodoro venga da alcuni ritenuto parte dell'Alta Baronia (secondo i confini segnati dal feudo della Contea di Montalbo, che, perlomeno secondo i documenti del XVIII secolo arrivava a nord fino all'attuale area di Montipitrosu) e, da altri, invece, della Bassa Gallura (in base a motivazioni prettamente linguistico-culturali e di legami della popolazione con l'area gallurese pienamente detta).
Nel 1959, San Teodoro, così come Budoni, sono diventati comuni autonomi distaccandosi da Posada. 
San Teodoro ha fatto parte della provincia di Nuoro fino all'istituzione delle nuove province sarde, quando è passata insieme a Budoni alla neonata provincia di Olbia-Tempio. Con la successiva riforma del 2016, che ha abolito le nuove province, entrambi i comuni sono stati aggregati alla provincia di Sassari.

### Simboli
Lo stemma e il gonfalone del comune di San Teodoro sono stati concessi con decreto del presidente della Repubblica del 30 luglio 2001.
Nello stemma sono raffigurati sia il gallo, simbolo della Gallura, e una bireme. Questa ricorda l'antica ubicazione nel territorio teodorino del porto imperiale d'epoca romana.
Il gonfalone è un drappo di bianco.

## Monumenti e luoghi d'interesse

### Architetture religiose

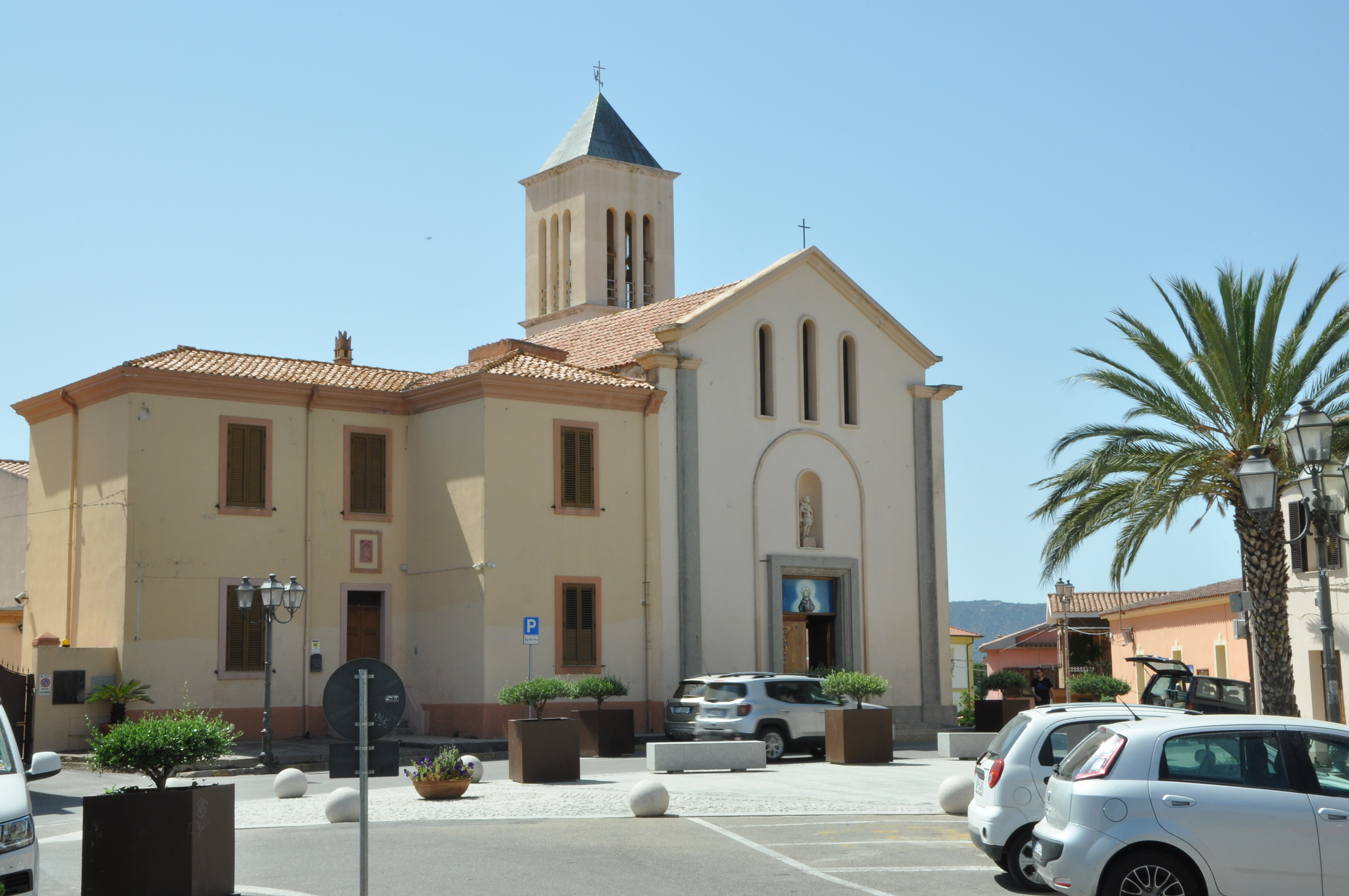
Chiesa di San Teodoro

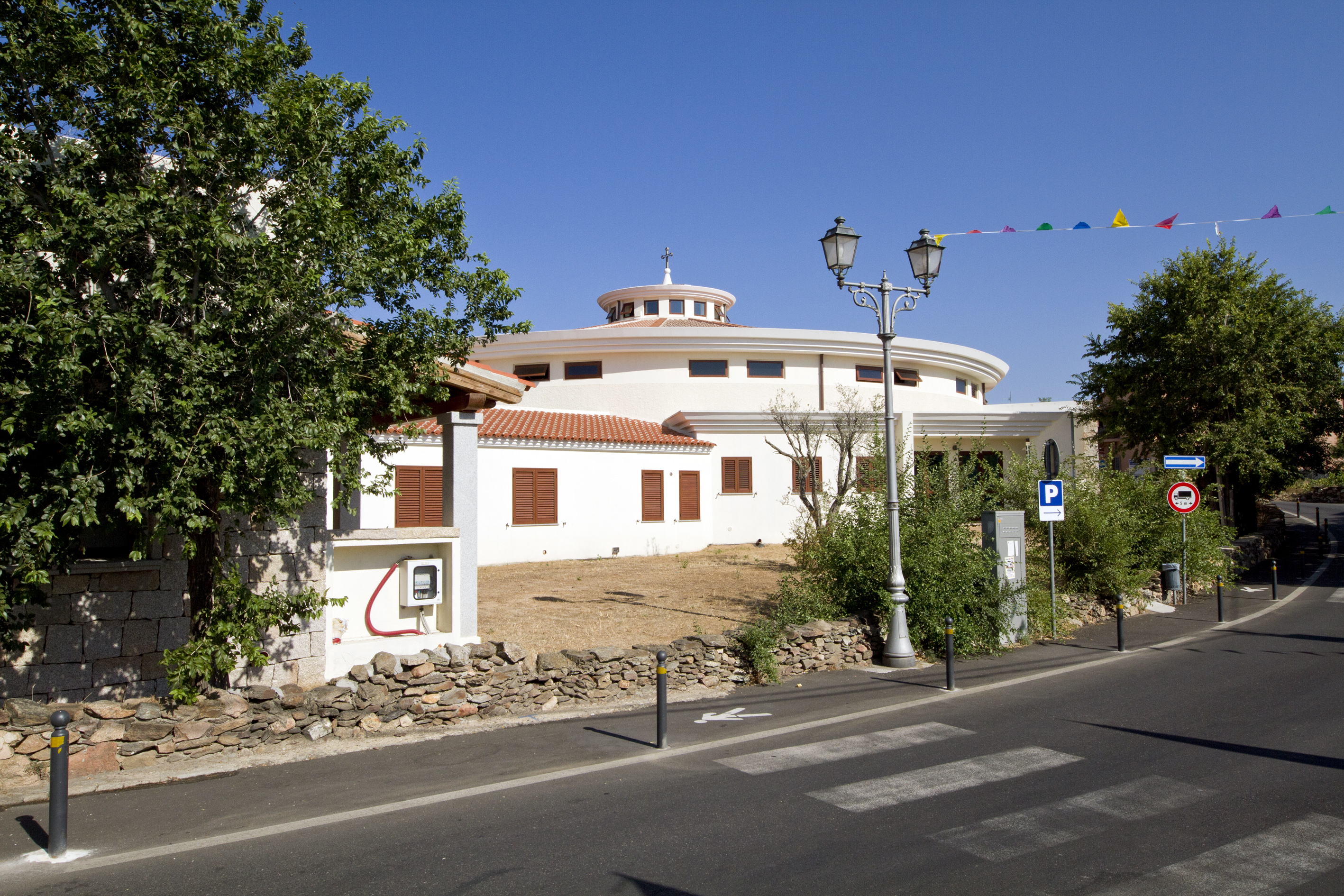
Santa Teresa di Calcutta

- Chiesa di San Teodoro, sita nel centro cittadino - prime attestazioni certe, XVII secolo; abbattuta e ricostruita negli anni '50 del XX secolo.
- Chiesa di Sant'Antonio da Padova, in località Stràulas/Straula - edificata negli anni '20 del XX secolo e ampliata negli anni '70.
- Chiesa di Sant'Andrea, in località Monte Pedrosu - edificata negli anni '90 del XX secolo.
- Chiesa di Santa Teresa di Calcutta, nuovo e grande luogo di culto inaugurato nel 2014.[5]

### Spiagge
Le principali spiagge di San Teodoro sono, da sud verso nord: 
- Li Corri di Li Becchi.

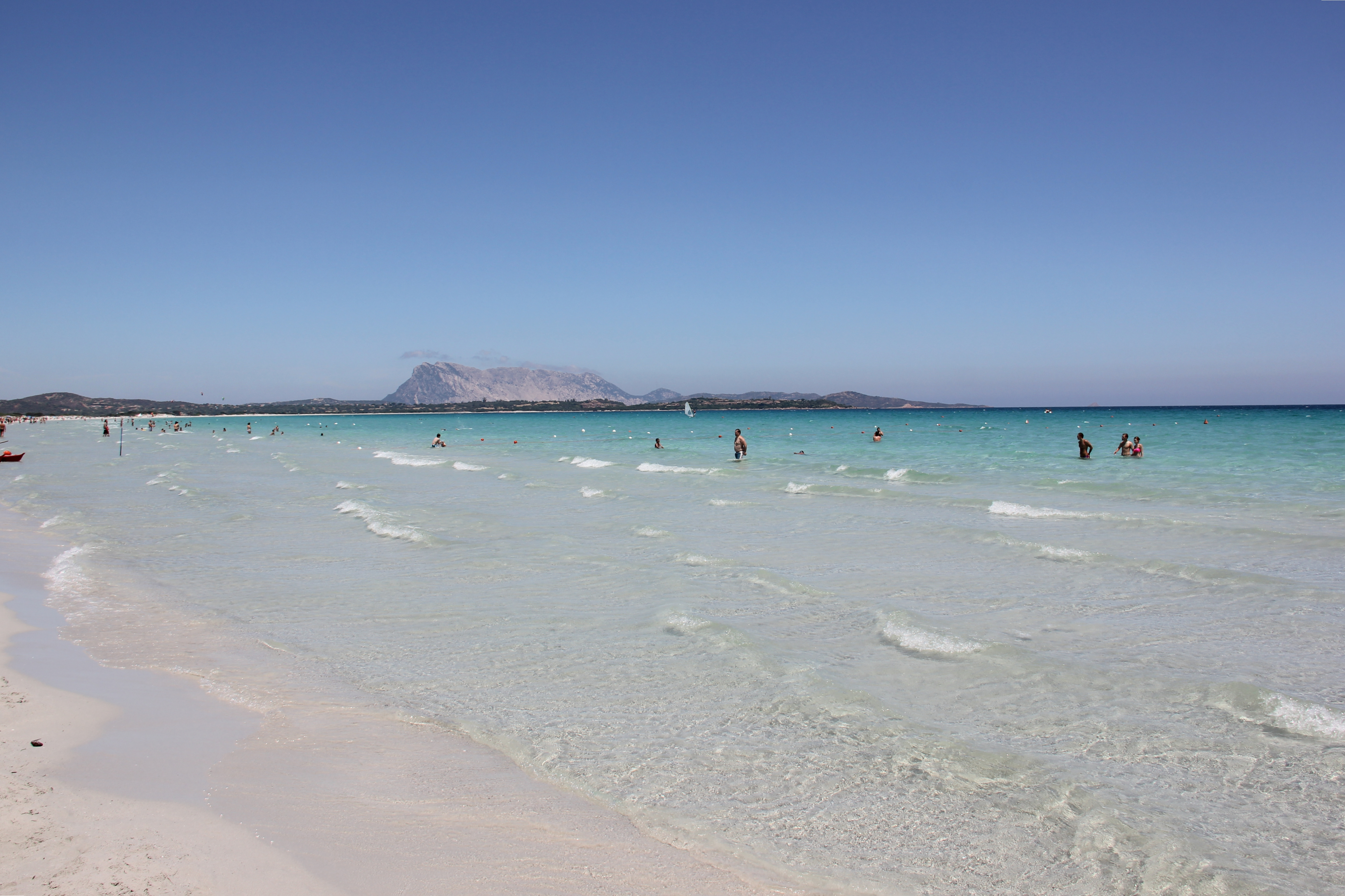
Spiaggia La Cinta, sullo sfondo Tavolara

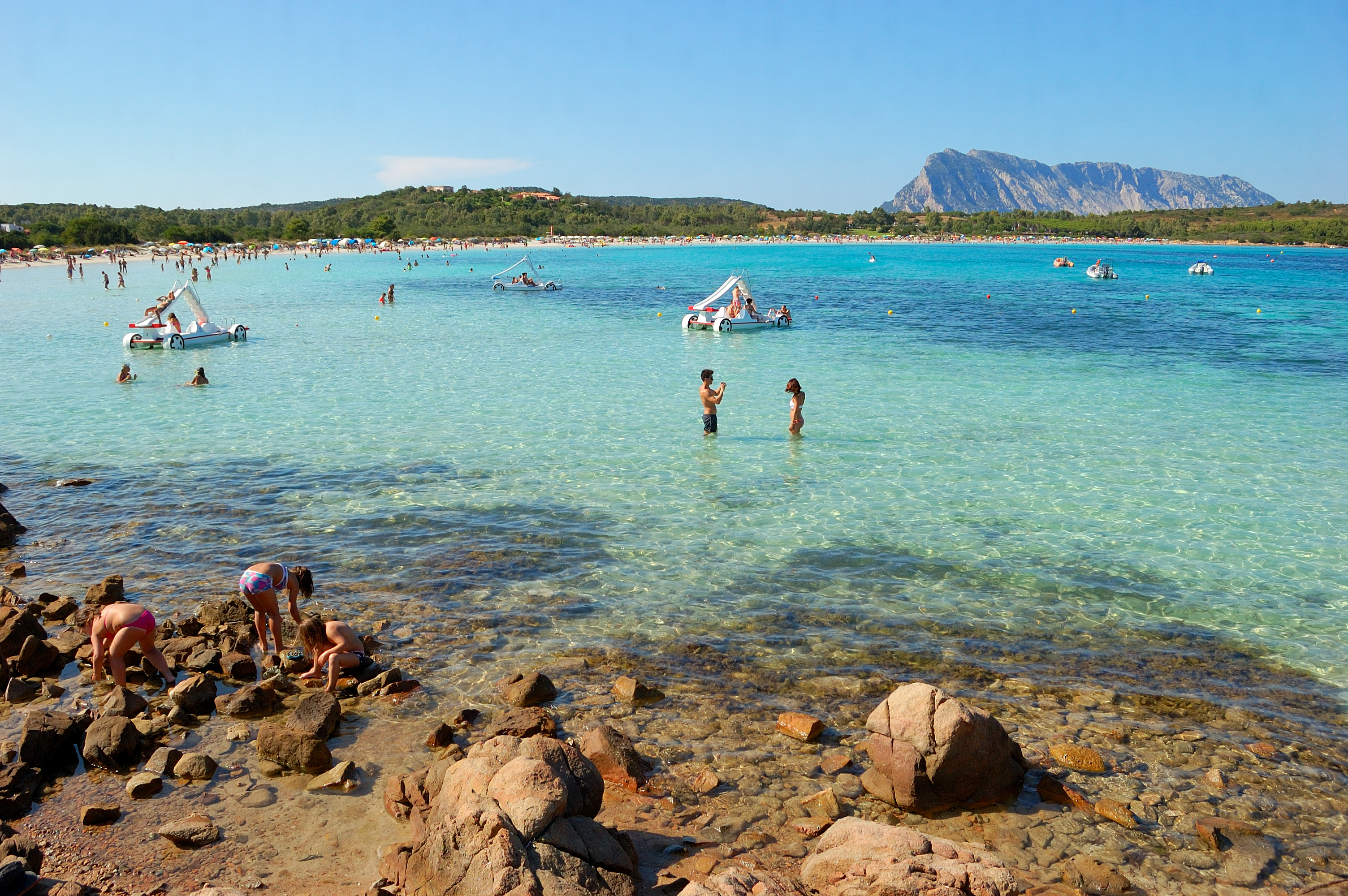
Cala Brandinchi

- Li Marini, detta anche Costa Caddu (termine gallurese per "cavallo").
- Seghefusti.
- L'Isuledda.
- Cala d'Ambra, nota in passato anche come Lu Calboni ("il carbone") perché ai primi del Novecento luogo d'imbarco del carbone ricavato dalle foreste locali. Nelle vicinanze si trovano anche delle calette tradizionalmente note come Cala Finocchju e Lu Bagnu di l'Òmini, toponimi ormai caduti in disuso.
- La Cinta.
- La Punta di l'àldia (punta della guardia), nota in passato anche come Punta Zapatìnu. Attualmente storpiata come Puntaldìa,  in omonimia a un vicino villaggio turistico, costruito negli anni '80, i cui costruttori - erroneamente - spostarono l'accento.
- Lu Impostu ("il luogo di spedizione", forse perché usato in passato come luogo d'imbarco di merci).
- Cala Brandinchi, con subito dietro lo stagno di Cadranzolu. Il nome Brandinchi deriva da passate frequentazioni di mercanti e contrabbandieri della cittadina corsa di Brando, da cui deriva anche il cognome Brandanu, assai diffuso in loco. Da alcuni chiamata anche Punta Capicciolu, dalla vicina punta. Nota anche informalmente tra i turisti con il nome di Tahiti.
- Salina Bamba ("salina sciapa").
- Baia Salinédda.
- Coda Cavallo.
- Cala Suaraccia (la "sugheraccia").
- Cala Ginepro.
- Cala Ghjlgolu (nome spesso italianizzato in Girgolu).

Vicino a Cala Ghjlgolu si trovano i resti del noto scoglio denominato La Tartaruga, che è stato oggetto di deturpazione da parte di ignoti.

La costa di San Teodoro vista da capo Coda Cavallo

## Società

### Evoluzione demografica

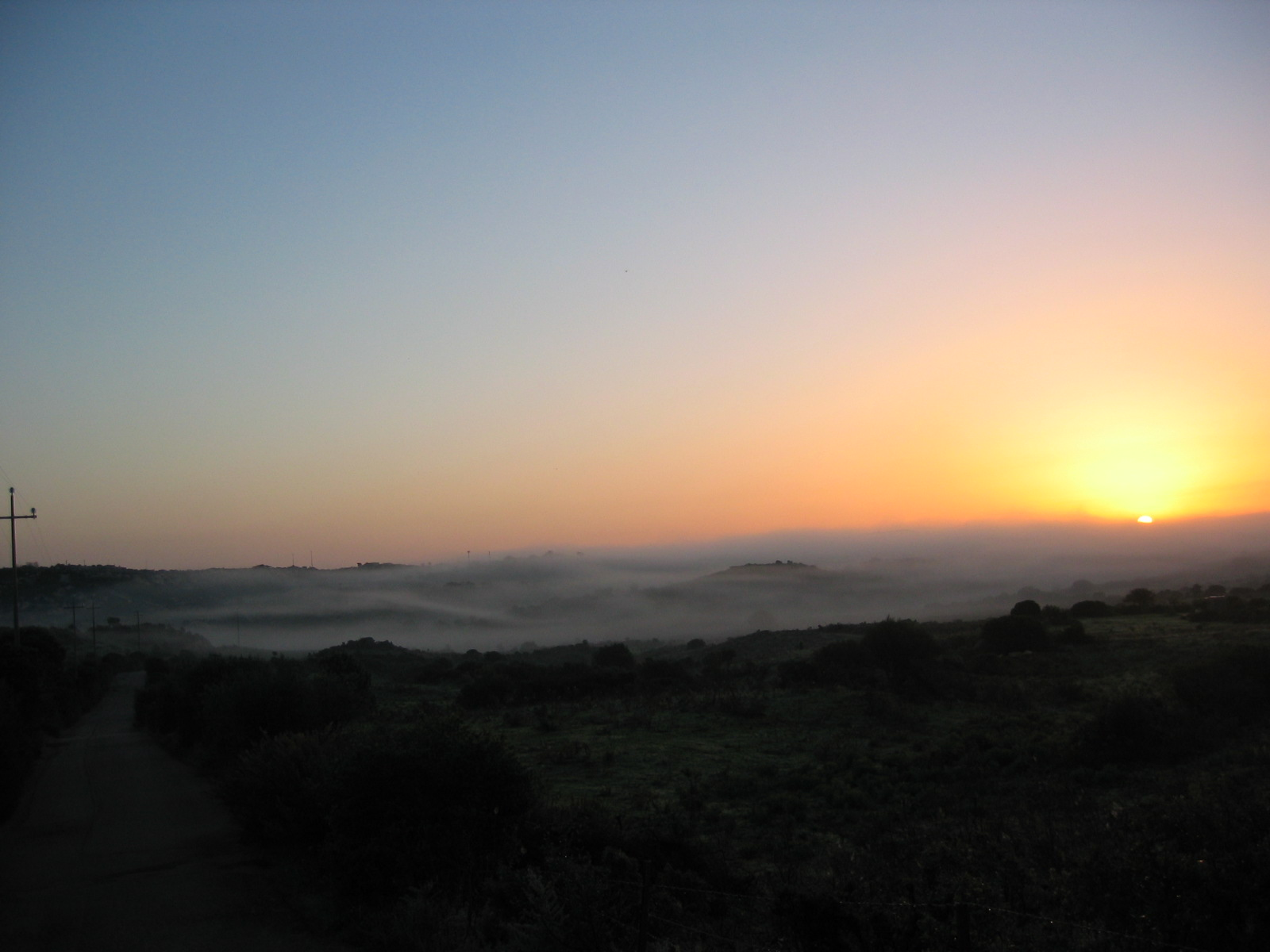
Alba su Monte Pitrosu (Fraz. di San Teodoro)

Abitanti censiti

### Etnie e minoranze straniere
Secondo i dati dell'ISTAT la popolazione straniera residente al 31 dicembre 2020 era di 308 persone, pari al 6,3% della popolazione totale.
Le nazionalità più rappresentate erano:
- Romania 101
- Marocco 54
- Germania 41

## Cultura

### Musei
- MAST Museo archeologico di San Teodoro.

## Economia
L'economia di San Teodoro è basata per la maggior parte sull'industria turistica balneare. La crescita del paese ha fortemente orientato la popolazione verso l'edilizia e altre attività di servizio connesse alla presenza dei turisti e delle loro case, come giardinaggio, manutenzione, guardiania, ristorazione.
Le tradizionali attività legate ad agricoltura, allevamento e industria di trasformazione alimentare impiegano ancora una forza lavoro non trascurabile, sebbene spesso nei termini dell'attività familiare informale.

## Amministrazione

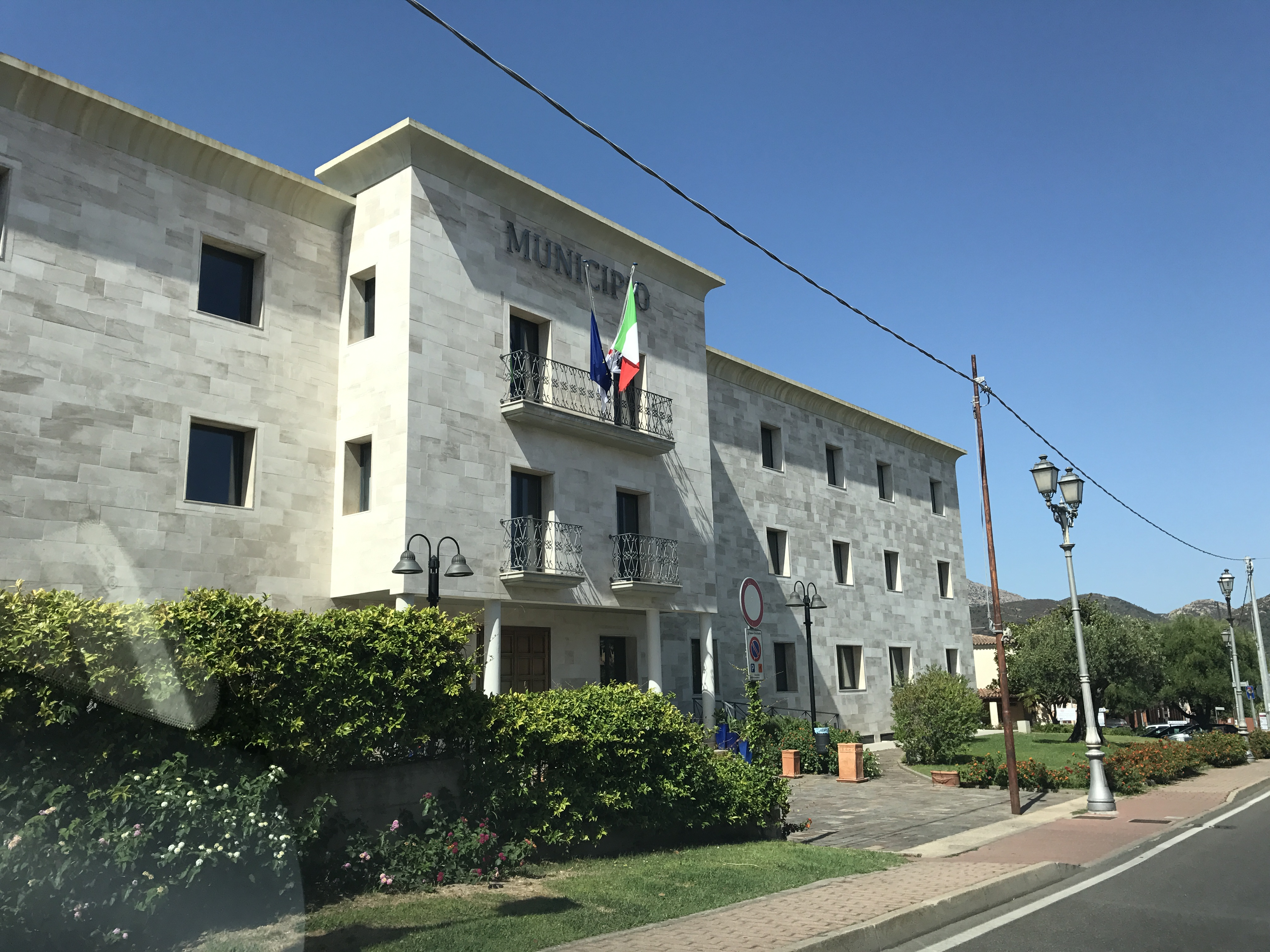
Municipio

| Periodo         | Periodo         | Primo cittadino            | Partito                               | Carica  | Note   |
| --------------- | --------------- | -------------------------- | ------------------------------------- | ------- | ------ |
| 23 aprile 1995  | 16 aprile 2000  | Gavino Costaggiu           | liste civiche di centro-sinistra      | Sindaco | [ 9 ]  |
| 16 aprile 2000  | 8 maggio 2005   | Gavino Costaggiu           | lista civica                          | Sindaco | [ 10 ] |
| 8 maggio 2005   | 30 maggio 2010  | Giovanni Marongiu          | lista civica                          | Sindaco | [ 11 ] |
| 30 maggio 2010  | 31 maggio 2015  | Antonio Meloni             | lista civica "Uniti per San Teodoro"  | Sindaco | [ 12 ] |
| 31 maggio 2015  | 26 ottobre 2020 | Domenico Alberto Mannironi | lista civica "Insieme"                | Sindaco | [ 13 ] |
| 26 ottobre 2020 | -               | Rita Deretta               | lista civica "Rinnoviamo San Teodoro" | Sindaco | [ 14 ] |

## Sport
La squadra di calcio del San Teodoro milita in Eccellenza.
Da pochi anni è stata fondata un'associazione di atletica leggera.
La presenza turistica incoraggia attività legate al mare, come snorkeling, immersioni subacquee, kite surf, velica.